# توماس إس. ألين
توماس إس. ألين (بالإنجليزية: Thomas S. Allen)‏ هو عازف كمان وملحن أمريكي، ولد في 1876، وتوفي في 1919.

## وصلات خارجية
- توماس إس. ألين على موقع ميوزك برينز (الإنجليزية)